# L'agguato (film 1915)
L'agguato è un film muto italiano del 1915 diretto da Guglielmo Zorzi.